# Холодный (приток Ужоговицы)

Холодный — ручей в России, протекает в Слободском районе Кировской области. Устье ручья находится в 4,2 км по левому берегу реки Ужоговица. Длина реки составляет 11 км.
Исток ручья юго-восточнее села Карино (центр Каринского сельского поселения). Ручей течёт на северо-запад, протекает село Карино, ниже его входит в обширные торфяники, где распадается на цепь мелиоративных канав на торфоразработках. Вновь обретает русло незадолго до устья. Впадает в Ужоговицу в 7 км к северо-западу от села Карино и в 8 км к югу от центра города Слободской.

## Данные водного реестра
По данным государственного водного реестра России относится к Камскому бассейновому округу, водохозяйственный участок реки — Вятка от истока до города Киров, без реки Чепца, речной подбассейн реки — Вятка. Речной бассейн реки — Кама.
По данным геоинформационной системы водохозяйственного районирования территории РФ, подготовленной Федеральным агентством водных ресурсов:
- Код водного объекта в государственном водном реестре — 10010300212111100032324
- Код по гидрологической изученности (ГИ) — 111103232
- Код бассейна — 10.01.03.002
- Номер тома по ГИ — 11
- Выпуск по ГИ — 1